# 23834 Mukhopadhyay
23834 Mukhopadhyay là một tiểu hành tinh vành đai chính với chu kỳ quỹ đạo là 1331.5605823 ngày (3.65 năm).
Nó được phát hiện ngày 28 tháng 8 năm 1998.